# ريلي دونز
ريلي دونز (بالإنجليزية: Riele Downs)‏ (من مواليد 8 يوليو 2001 ) هي ممثلة كندية. اشتهرت بدور شارلوت في المسلسل التلفزيوني هنري البطل، ودورها في فيلم عطلة أفضل رجل لعام 2013.

## حياتها
ولدت في 8 يوليو عام 2001، بدأت دونز التمثيل عندما كانت في الثالثة من عمرها، وحصلت على دورها الأول في فيلم أربعة إخوة حيث لعبت دور أميليا ميرسر. ظهرت في فيلم A Russell Peters Christmas Special عام 2013. في عام 2014، ظهرت في الفيلمين التلفزيونيين Fir Crazy و The Gabby Douglas Story. وفي عام 2014، ألقيت دونز في دور البطولة الأول لها، في المسلسل التلفزيوني هنري دينجر، حيث لعبت دور شارلوت وهي أفضل صديقه لهنري. في عام 2017، شاركت مع ليزي غرين في فيلم Tiny Christmas. وفي 2 مايو 2020 حصلت على جائزة اختيار أطفال نكلوديون.

## روابط خارجية
ريلي دونز على موقع IMDb (الإنجليزية)
- ريلي دونز على موقع ميوزك برينز (الإنجليزية)
- ريلي دونز على موقع قاعدة بيانات الفيلم (الإنجليزية)